# Steatococcus plucheae
Steatococcus plucheae är en insektsart som först beskrevs av Cockerell 1896.  Steatococcus plucheae ingår i släktet Steatococcus och familjen pärlsköldlöss. Inga underarter finns listade i Catalogue of Life.